# Euhybus fuscipennis
Euhybus fuscipennis är en tvåvingeart som beskrevs av Ale-rocha 2004. Euhybus fuscipennis ingår i släktet Euhybus och familjen puckeldansflugor. Inga underarter finns listade i Catalogue of Life.